# Рејмонд Нурда
Рејмонд Џон Нурда (енгл. Raymond John Noorda, зван Реј; 19. јун 1924—9. октобар 2006) је био амерички бизнисмен из области рачунарства. Био је „главни извршни директор“ (енгл. chief executive officer, CEO) компаније Новел између 1982. и 1994. године. Такође је радио и као председавајући Новела док није смењен 1994.
Многи му приписују да је сковао термин коопетиција (енгл. coopetition).